# Merve Ateş
Merve Ateş est une joueuse de volley-ball turque née le 9 août 1990 à Eskişehir. Elle mesure 1,85 m et joue au poste de réceptionneuse-attaquante. Elle totalise 18 sélections en équipe de Turquie.

## Clubs
| Club                       | De        | À         |
| -------------------------- | --------- | --------- |
| Eskişehir DSİ Bentspor     | 2005-2006 | 2005-2006 |
| Anadolu Üniversitesi       | 2006-2007 | 2007-2008 |
| Nilüfer Belediye           | 2008-2009 | 2009-2010 |
| Bursa BBSK                 | 2010-2011 | 2011-2012 |
| Balıkesir Belediye         | 2012-2013 | 2012-2013 |
| Anadolu Üniversitesi       | 2013-2014 | 2013-2014 |
| Nilüfer Belediye           | jan 2014  | mai 2014  |
| Rota Koleji İzmir          | 2014-2015 | 2014-2015 |
| Yeşil Bayramiç Spor Kulübü | 2015-2016 | 2015-2016 |
| Balıkesir BBSK             | 2016-2017 | 2016-2017 |
| Salihli Belediyespor       | 2017-2018 | …         |

## Palmarès
- Championnat du monde des moins de 18 ans
  - Finaliste : 2007.